# Adversus Judaeos
«Против иудеев» (др.-греч. Κατὰ Ἰουδαίων, лат. Adversus Judaeos) — серия христианских проповедей (слов) IV века святого Иоанна Златоуста, адресованная прихожанам Антиохийской церкви его времени, которые продолжали соблюдать еврейские праздники и традиции. В своих проповедях он в крайне резких выражениях нападал на иудаизм и синагоги в своём городе. Одно из наиболее известных произведений христианской антииудейской литературы.
Учёные утверждают, что злоупотребление его проповедями подпитывало более поздний христианский антисемитизм, а некоторые идут ещё дальше, указывая на эти тексты как источник и оправдание для нацистского антисемитизма.
Существует ряд менее известных сочинений с тем же названием, в частности Тертуллиана и других авторов.

## Аудитория и контекст
Еврейская община в Антиохии существовала давно и евреи составляли около 15 % населения города. Город был на тот момент достаточно космополитичным и с очень разнообразным в социальном, культурном и религиозном планах населением. Златоуст, очевидно, рассматривал иудаизм как конкурента христианству, и его проповеди были направлены на сегрегацию христиан от иудеев. Он воспринимал евреев как реальную угрозу, о которой Апостол Павел говорил в Посланиях к Галатам и к Коринфянам.

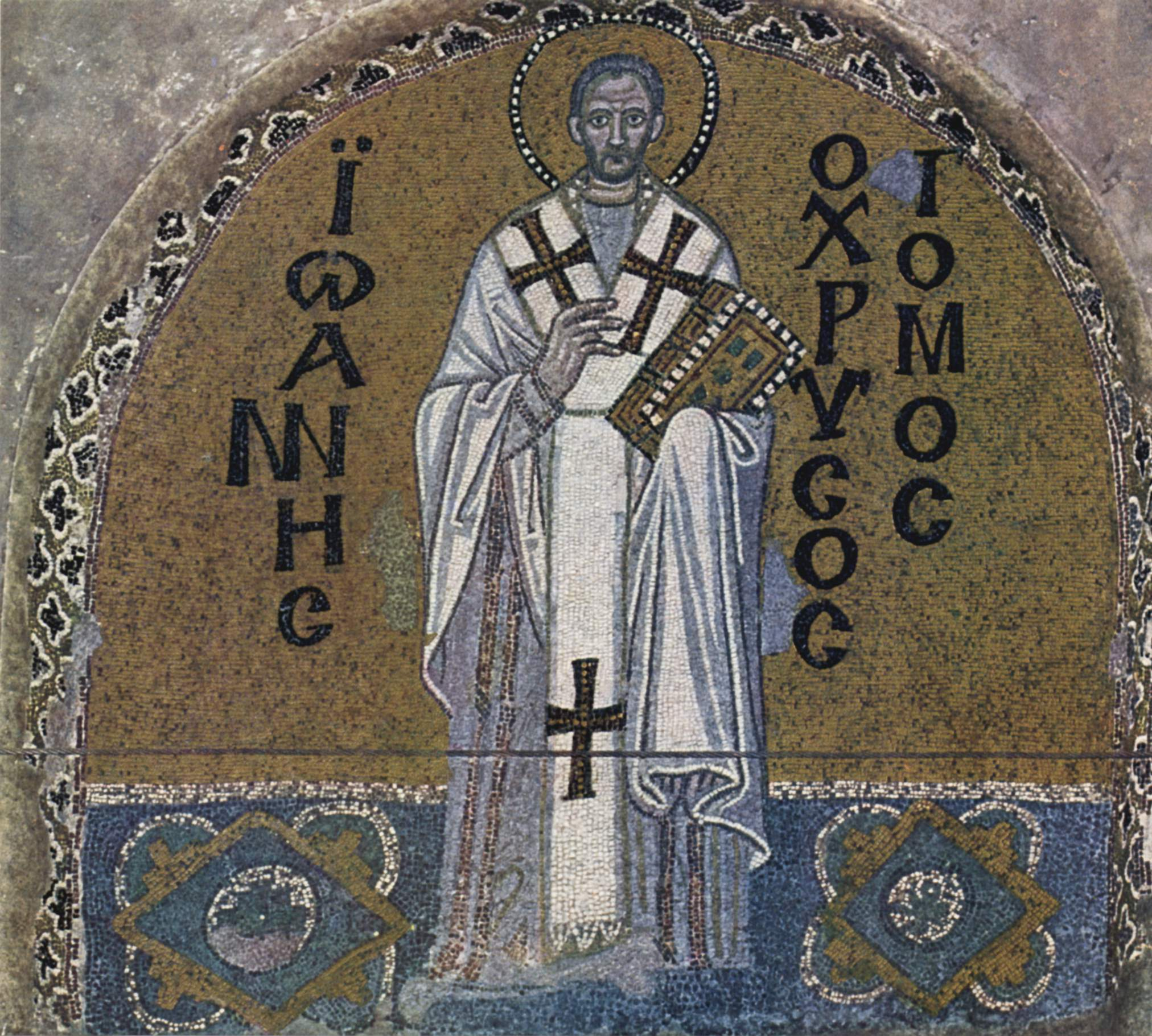
Иоанн Златоуст. Мозаика IX века из Собора Святой Софии в Константинополе (сейчас — Большая мечеть Айя-София в Стамбуле)

В течение первых двух лет своего пресвитерства в Антиохии (386—387) Златоуст обличал евреев и иудействующих христиан в серии из восьми проповедей в Антиохийской церкви, произнесённых для христиан, которые принимали участие в иудейских праздниках и других иудейских обрядах. Вопрос, были ли главным адресатом посланий конкретно иудействующие христиане или иудеи в целом, остаётся спорным. Его проповеди были выражены в общепринятой в то время манере, с использованием бескомпромиссной риторической формы, известной как псогос (др.-греч. ψόγος — хула, поношение).
Проповеди (слова) были произнесены Иоанном Златоустом в Антиохии в два приёма: первые три — осенью 386 года, а последние пять — осенью 387 года.
Одной из целей этих проповедей было помешать христианам участвовать в иудейских обычаях и, таким образом, предотвратить предполагаемое уменьшение паствы Златоуста. В своих проповедях Златоуст критиковал тех «иудействующих христиан», которые участвовали в еврейских праздниках и принимали участие в других еврейских обрядах, таких как соблюдение субботы, обрезание и паломничество к еврейским святыням.
На древнегреческом языке проповеди называются Κατὰ Ἰουδαίων, что переводится как Adversus Judaeos на латыни и «Против иудеев» на русском языке. В современных научных переводах, утверждающих, что целевой аудиторией Златоуста были члены его собственной общины, продолжавшие соблюдать еврейские праздники и посты, проповеди получили название «Против иудействующих христиан».

## Содержание
Златоуст утверждал, что в шаббаты и иудейские праздники синагоги были полны христиан, особенно женщин, которые любили торжественность еврейской литургии, любили слушать шофар в Рош ха-Шана и аплодировали известным проповедникам по тогдашнему обычаю. Более поздняя апологетическая теория состоит в том, что вместо этого он пытался убедить иудеохристиан, которые веками поддерживали связи с евреями и иудаизмом, сделать выбор между иудаизмом и христианством.
Златоуст выдвигал к евреям следующие претензии:
- объявил их ответственными за распятие Иисуса и богоубийство[11];
- обвинил их в том, что они радуются смерти Христа;
- сравнил синагогу с публичным домом и приютом дьявола;
- утверждал, что среди евреев священство можно покупать и продавать за деньги[5];
- обвинял евреев в сексуальной распущенности;
- заявил, что евреи перестали быть богоизбранным народом и, сравнив их с животными, заявил, что они пригодны только для заклания[12].

В то время важным аргументом в пользу той или иной религии было её длительное существование. Поэтому Златоуст настаивал на том, что иудаизм не следует уважать ввиду его древности, но следует считать устаревшей религией.
Поскольку в Антиохии было только два других священника, которые могли проповедовать христианство, Златоуст смог убедить большинство местных христиан, особенно благодаря своим ораторским навыкам. Он обладал общественным авторитетом и политической властью в Антиохии и часто говорил об актах насилия, происходящих в еврейских районах, чтобы отговорить христиан ходить туда.

## Исторические оценки
Генри Савиль в своём издании 1612 года (6-й том в восьмитомнике сочинений Златоуста) даёт название: «Речь Златоуста против тех, кто иудействует и соблюдает свои посты». Бернар де Монфокон в начале XVIII века сделал следующую сноску к заголовку: «Речь против евреев, но она была произнесена против тех, кто иудействовал и соблюдал посты с ними [евреями]». Таким образом, некоторые источники утверждали, что первоначальное название искажает содержание проповедей, поскольку целевой аудиторией Златоуста были члены его собственной общины, которые продолжали соблюдать еврейские праздники и посты.
Кауфман Колер и Леви Гинцберг в Jewish Encyclopedia в начале XX века отмечали, что проповеди Златоуста стали критически важным моментом в антиеврейской полемике. До этого христианская церковь атаковала догмы иудаизма в сочинениях для образованных людей. Златоуст атаковал самих евреев и проповедовал эту ненависть массам прихожан. Британский историк Пол Джонсон заявил, что проповеди Златоуста «стали образцом для антиеврейских выступлений, причём в них максимально использовался материал из Евангелий от Матфея и Иоанна (в том числе и превратно истолкованный). Таким вот образом, специфически христианский антисемитизм, представлявший евреев убийцами Христа, был подмешан к бурлящей массе языческой клеветы и слухов, после чего еврейские общины во всех христианских городах оказались в опасности». Англиканский священник Джеймс Паркс назвал сочинение о евреях «самым ужасным и жестоким осуждением иудаизма, которое можно найти в трудах христианского богослова». По словам историка Вильяма Брустейна, проповеди Златоуста против евреев придали дополнительный импульс идее о том, что евреи несут коллективную ответственность за смерть Иисуса. Кеннет Стоу отмечает, что Златоусту удалось убедить антиохийцев превратить в церкви синагоги, содержащие мощи Маккавеев и таким образом лишить евреев священных символов.
Некоторые авторы считают, что проповеди Иоанна Златоуста вдохновили нацистский антисемитизм с его программой уничтожения евреев. Стивен Кац интерпретирует тексты Златоуста как «решающий поворот в истории христианского антииудаизма, поворот, окончательным уродливым последствием которого стал политический антисемитизм Адольфа Гитлера». Во время Второй мировой войны нацистская партия в Германии использовала тексты Златоуста для оправдания геноцида евреев в глазах немецких и австрийских христиан. Его работы часто цитировались и переиздавались. После Второй мировой войны христианские церкви осудили использование нацистами произведений Златоуста, объяснив его слова ссылкой на исторический контекст. Вальтер Лакер отмечает, что в IV веке общий дискурс был жестоким и агрессивным и что в то время, когда христианская церковь боролась за выживание и признание, милосердие и прощение не были востребованы. Стивен Джейкобс считает, что подлые насмешки над евреями, искажения, казуистика и даже богохульство в словах Златоуста, о которых ранее писал Паркс, продолжались до XX века, включая также проповеди исламских имамов.
При этом антиковед Роберт Вилькен пишет, что далеко не все комментарии Иоанна о евреях столь же враждебны, как в этих проповедях. В некоторых случаях он говорил об уважении к евреям, в одном месте он называет их союзниками, которые поддержали его против христианских противников, замышлявших свержение его с Константинопольского патриаршества, восхищается еврейским отношением к браку и так далее.

## Переводы и издания на церковнославянском и русском языках
Древнеболгарский перевод одного из этих слов был известен в Киевской Руси в составе сборника «Златоструй» с XII века. Начиная с XIV века, «Шесть слов против иудеев» (слова 1, 4—8) появляются на Руси на церковнославянском языке, они входили в состав некалендарного гомилетического сборника «Маргарит». Начиная с 1595 года «Шесть слов против иудеев» появляются в составе того же сборника в печатном видe.
В 1895 году «Восемь слов против иудеев» Иоанна Златоуста были изданы на русском языке: они вошли во вторую книгу первого тома 12-томного издания «Творения святого отца нашего Иоанна Златоуста, архиепископа Константинопольского, в русском переводе», которое было осуществлено Санкт-Петербургской духовной академией.

## Другая литератураAdversus Iudaeos

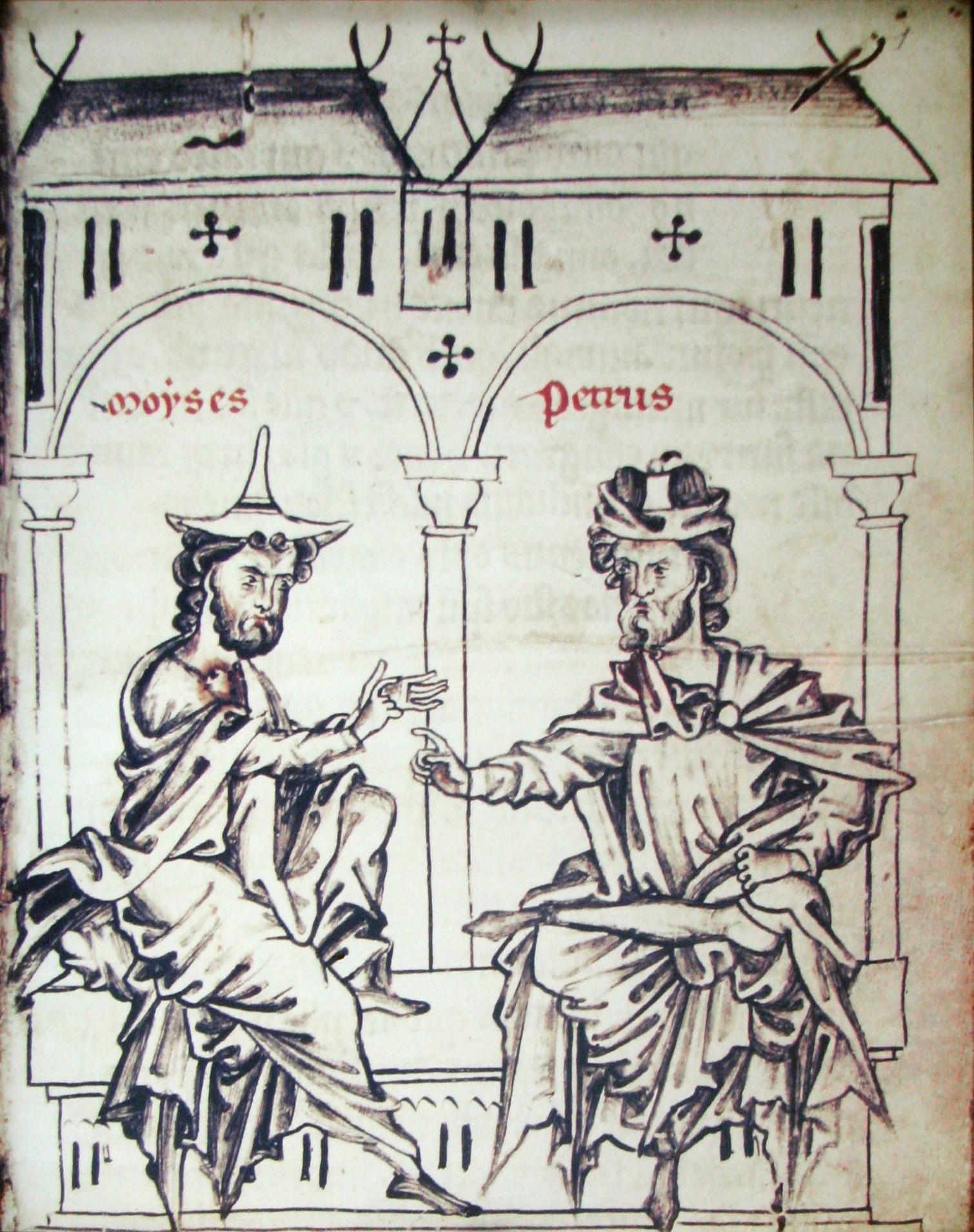
Изображение диалога между Моисеем и Петрусом в книге Педро Альфонсо Dialogus contra Iudaeos

Существует ряд других произведений, относящихся к литературе Adversus Iudaeos. Среди них собственные Adversus Iudaeos Тертуллиана или Псевдо-Тертуллиана, «Свидетельства против евреев» Псевдо-Григория Нисского, тексты Adversus Iudaeos в литературе средневековой Руси и многие другие. Хайнц Шрекенберг видит продолжение традиции Adversus Iudaeos в средневековой европейской литературе, например, в творчестве рейнского поэта Мускатблюта.
Самюэль Краусс, Жан Юстер и позже Марсель Симон утверждали, что литература Adversus Iudaeos является формой продолжения более ранних еврейско-христианских споров, особенно тех, которые велись ещё до начала правления императора Юлиана в 361 году, хотя другие авторы рассматривают эти документы как попытки закрепления христианской самоидентификации. Райнер Камплинг обращает внимание на приписываемый ещё Ипполиту Римскому (170—235 гг.) фрагментарный текст Demonstratio Adversus Iudaeos, в котором он с христианских позиций оппонировал иудаизму, доказывая своим христианским читателям, что Иисус был Мессией. Однако его проповедь почти не содержит оскорблений в адрес евреев по сравнению с другими раннехристианскими авторами. Кеннет Стоу отмечает трактат Adversus Judaeos святого Августина, написанный в 429 году в духе проповеди на тему добра и зла, в которой он метафору апостола Павла из Послания к Римлянам рассматривает как свершившийся факт: успех христианства доказывает, что Бог заключил новый завет и евреи должны это признать.
В 1109/1110 годах Педро Альфонсо был написан Dialogus contra Iudaeos, вымышленный диалог между двумя «я» одного и того же человека — самого автора, новообращённого Петруса Альфонса, бывшего Моисея Иудейского. Диалог знаменует новый и важный этап в истории еврейско-христианских интеллектуальных отношений. Отмечается введение автором талмудического материала в христианский дискурс об иудаизме, его акцент на доказательстве своих положений посредством рациональной аргументации (sola ratione). Если ранее христиане утверждали, что евреи слепо следуют старому Закону, то Петрус выдвинул другую идею, что евреи заменили его на новый и еретический закон — закон Талмуда. По его мнению, лидеры иудеев сознательно и преднамеренно сбивают свою паству с пути истинного, намеренно лгут, чтобы скрыть свой грех убийства Христа, несмотря на то, что, согласно Петрусу, они знают, что он был Сыном Божьим. Петрус утверждал, что Талмуд был написан, чтобы не дать еврейскому народу увидеть, что Иисус был Сыном Божьим.